# NGC 5653
Coordenadas:  14h 30m 10.4s, −+31° 12′ 56″
NGC 5653 es una galaxia espiral en la constelación de Bootes. Es una galaxia de región H II.

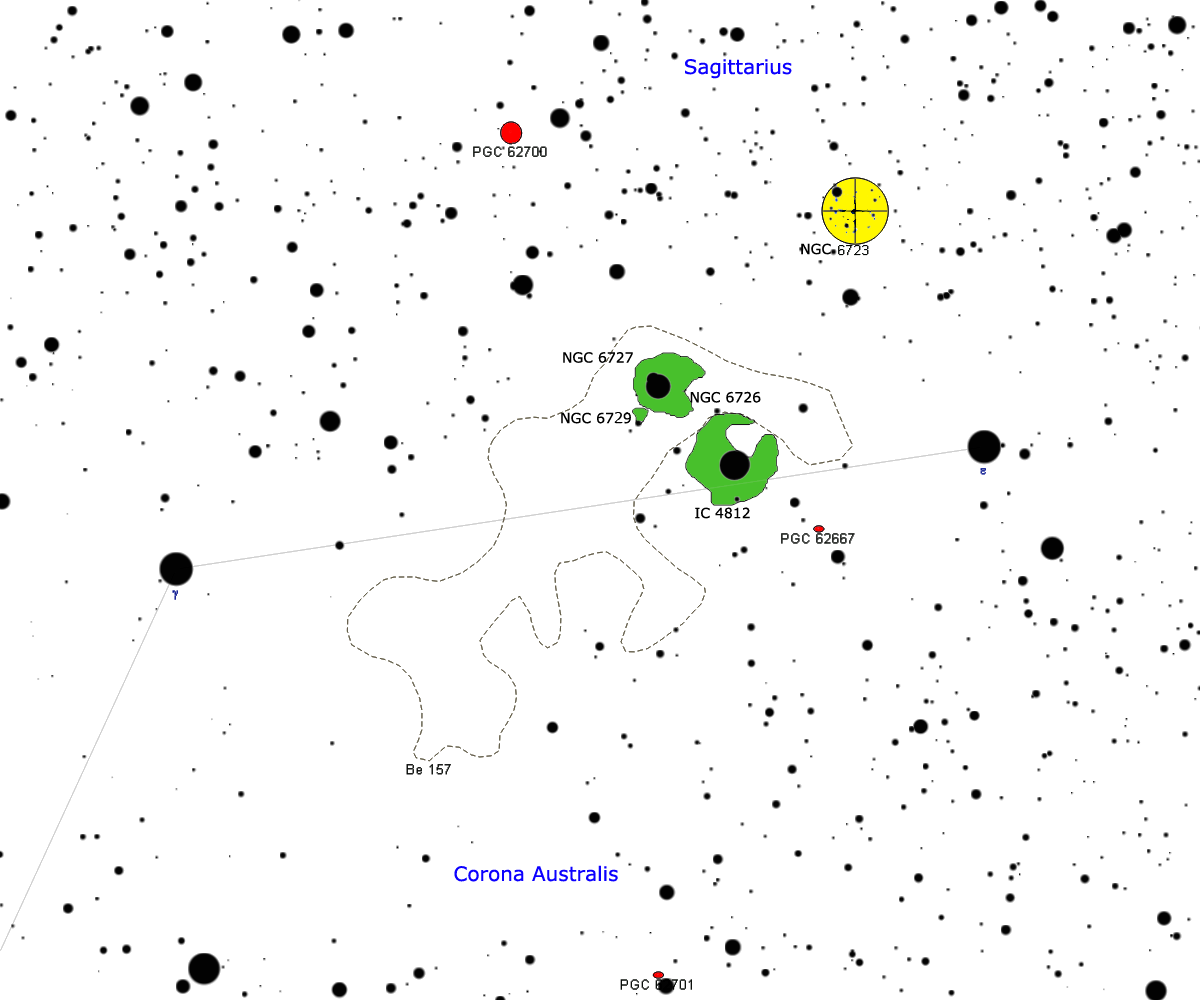
He aquí un mapa de NGC 6729